# Otto Placht
Otto Placht (* 31. října 1962 Praha) je český malíř a výtvarník.

## Život a dílo
V 80. letech se věnoval expresionistické malbě a ve své tvorbě se snažil o výtvarné zmapování chaosu a teorie fraktálů. V roce 1984 měl první vlastní autorskou výstavu; v letech 1982–1988 studoval na Akademii výtvarných umění v Praze a v letech 1990–1993 pak pracoval jako asistent v Ateliéru monumentální tvorby pod vedením Aleše Veselého.
V roce 1993 se vypravil do peruánského města Pucallpa a od této doby je jeho tvorba silně ovlivněna výtvarným projevem domorodých obyvatel džungle a exotickým prostředím amazonského pralesa. Později se oženil s dívkou z peruánského indiánského kmene Šipibó; mají spolu tři děti.
Střídavě pobývá v Peru a pražských Strašnicích. Je synem české lékařky Radany Königové.